# Frederic Funk
Frederic Funk (1997) es un deportista alemán que compite en triatlón.
Ganó una medalla de bronce en el Campeonato Mundial de Triatlón de Larga Distancia de 2022 y una medalla de oro en el Campeonato Europeo de Triatlón de Media Distancia de 2021. Además, obtuvo una medalla de plata en el Campeonato Mundial de Ironman 70.3 de 2023.

## Palmarés internacional
| Campeonato Mundial | Campeonato Mundial   | Campeonato Mundial | Campeonato Mundial |
| Año                | Lugar                | Medalla            | Prueba             |
| ------------------ | -------------------- | ------------------ | ------------------ |
| 2022               | Šamorín (Eslovaquia) | Medalla de bronce  | Individual         |

| Campeonato Europeo | Campeonato Europeo | Campeonato Europeo | Campeonato Europeo |
| Año                | Lugar              | Medalla            | Prueba             |
| ------------------ | ------------------ | ------------------ | ------------------ |
| 2021               | Walchsee (Austria) | Medalla de oro     | Individual         |

| Campeonato Mundial | Campeonato Mundial | Campeonato Mundial | Campeonato Mundial |
| Año                | Lugar              | Medalla            | Prueba             |
| ------------------ | ------------------ | ------------------ | ------------------ |
| 2023               | Lahti (Finlandia)  | Medalla de plata   | Individual         |